# 安子ケ島駅
安子ケ島駅（あこがしまえき）は、福島県郡山市熱海町安子島字出シにある、東日本旅客鉄道（JR東日本）磐越西線の駅である。

## 歴史
- 1898年（明治31年）7月26日：岩越鉄道の駅として開業[4][5]。
- 1906年（明治39年）11月1日：岩越鉄道が国有化[4][5]。
- 1962年（昭和37年）4月1日：貨物の取り扱いを廃止[5]。
- 1968年（昭和43年）2月1日：運転扱いが磐梯熱海駅からの遠隔操作となる（RC化）。
- 1972年（昭和47年）11月1日：荷物の扱いを廃止[6]。無人駅となる[7]。跨線橋を設置[8]。
- 1981年（昭和56年）：駅舎を改築[3]。
- 1987年（昭和62年）4月1日：国鉄分割民営化により、JR東日本の駅となる[5][9]。
- 2024年（令和6年）10月1日：えきねっとQチケのサービスを開始[1][10]。

## 駅構造
相対式ホーム2面2線を有する地上駅である。互いのホームは跨線橋で連絡している。上り列車は上下本線である1番線のみ使用可能であり、列車交換時は下り列車が2番線（下り1番線）を使用する。
郡山駅管理の無人駅である。乗車駅証明書発行機が設置されている。

### のりば
| 番線 | 路線      | 方向 | 行先                 |
| ---- | --------- | ---- | -------------------- |
| 1    | ■磐越西線 | 上り | 郡山方面             |
| 1・2 | ■磐越西線 | 下り | 会津若松・喜多方方面 |

- 2番線は列車交換時のみ使用

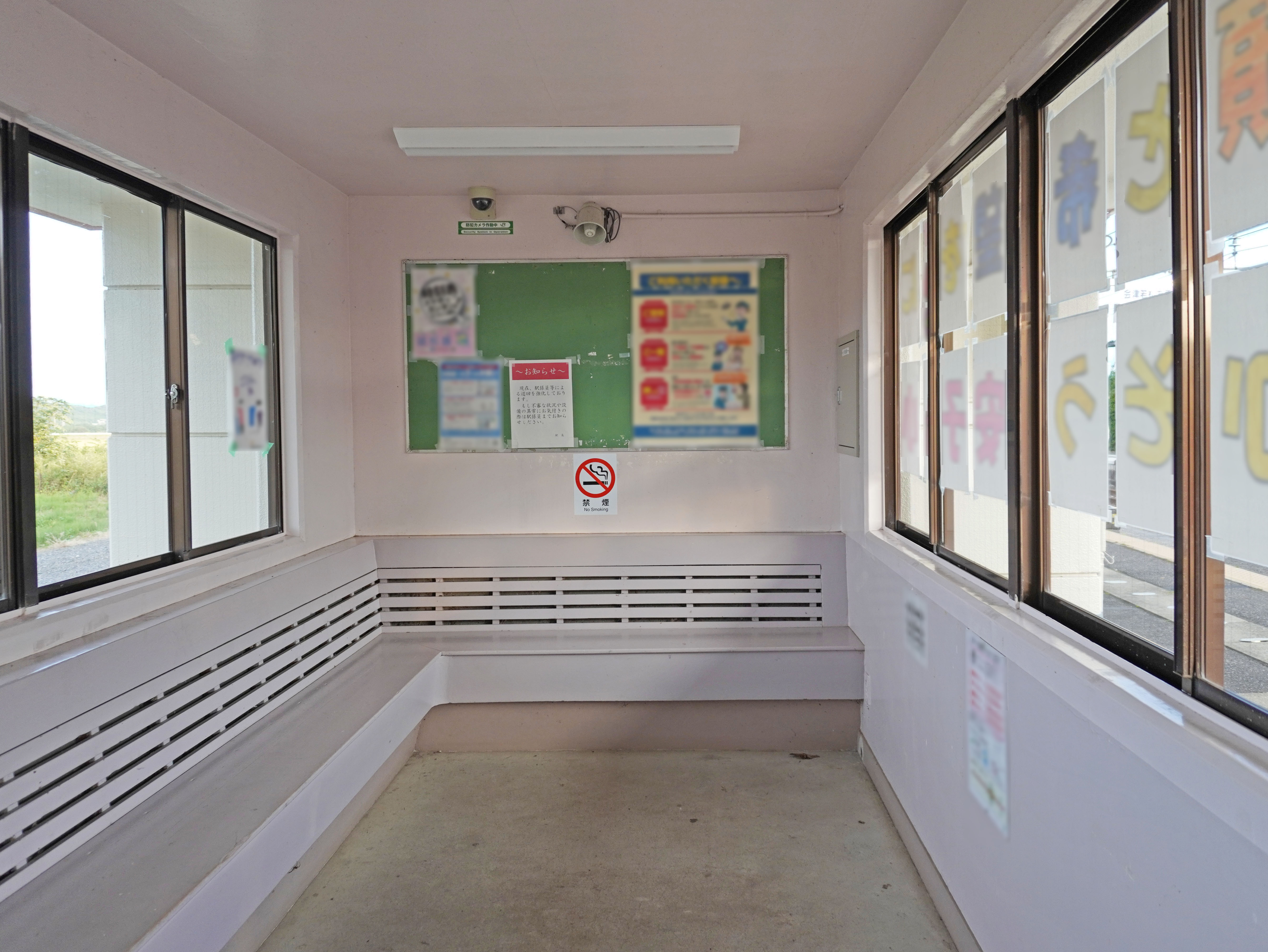
待合室（2022年9月）
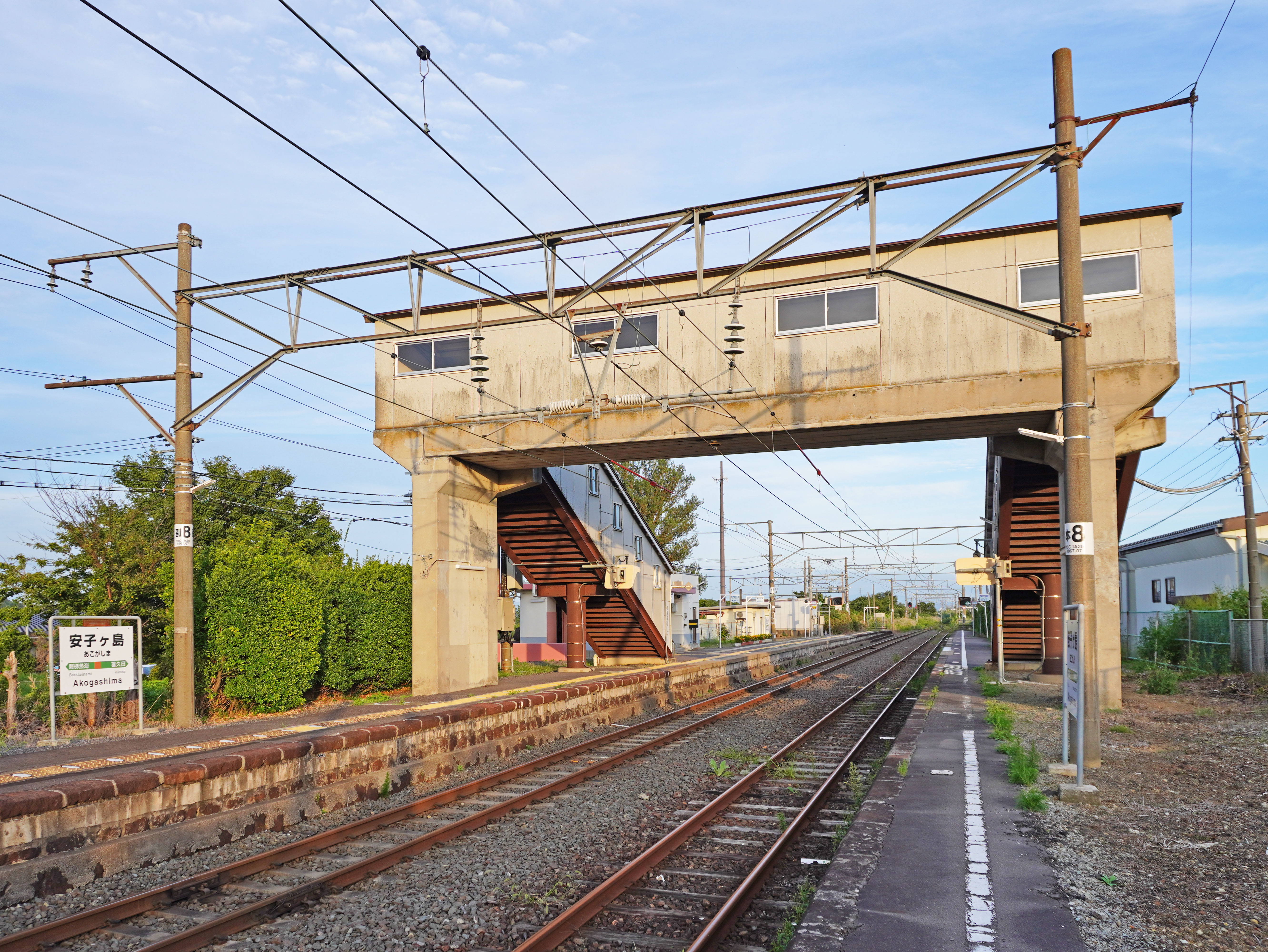
ホーム（2022年9月）

## 利用状況
2000年度（平成12年度）- 2004年度（平成16年度）の1日平均乗車人員の推移は以下のとおりであった。
| 乗車人員推移       | 乗車人員推移     | 乗車人員推移 |
| 年度               | 1日平均 乗車人員 | 出典         |
| ------------------ | ---------------- | ------------ |
| 2000年（平成12年） | 93               | [ 12 ]       |
| 2001年（平成13年） | 96               | [ 13 ]       |
| 2002年（平成14年） | 85               | [ 14 ]       |
| 2003年（平成15年） | 82               | [ 15 ]       |
| 2004年（平成16年） | 77               | [ 16 ]       |

## 駅周辺
- 安子ヶ島郵便局[17]
- 郡山市立安子ヶ島小学校[17]
- 国道49号[17]
- 福島県道8号本宮熱海線
- 福島県道199号安子ヶ島停車場線
  - 福島交通「安子ヶ島」停留所
- 五百川
- 安子島城[3]
- 大鏑神社

## 隣の駅
東日本旅客鉄道（JR東日本）
■磐越西線
□快速（「あいづ」を含む）
通過
■普通
喜久田駅 - 安子ケ島駅 - 磐梯熱海駅